# 志和稲荷街道
志和稲荷街道（しわいなりかいどう）は、陸奥国盛岡城下から志和稲荷神社に至る参道として設けられた、奥州街道の脇街道である。

## 概要
志和稲荷神社は1057年の創建と伝えられているが、当街道が整備されたのはそれから大きく時代が下り、天保5-6年（1834 - 1835年）のことである。陸奥国盛岡藩第12代藩主、南部利済により安倍道を根幹にして整備された。
街道の様子が描かれている絵図が盛岡市都南歴史民俗資料館に収蔵されており、当時の活況をその絵から読み取ることができる。

## 現代の志和稲荷街道
2010年現在、志和稲荷街道は滝沢市道・盛岡市道・矢巾町道・紫波町道西部開拓線（たきざわしどう・もりおかしどう・やはばちょうどう・しわちょうどうせいぶかいたくせん）として、岩手県滝沢市から紫波郡紫波町へと至る市町村道として整備されている。
国道4号及び県道13号の裏道として利用され、岩手県内の幹線市町村道の中では最長である（約30km弱）。
大型車の通行が多いが、矢巾町から紫波町にかけて道幅が不十分な場所や見通しの悪いカーブも存在するので、通行の際には注意が必要。冬期は事故も多い。

### 区間
- 起点：滝沢市鵜飼字年毛（岩手県道223号盛岡滝沢線との交点）
- 終点：紫波町升沢字竹原（岩手県道162号紫波雫石線との交点）
- 途中交差する道路：
  - 国道46号（盛岡市上厨川字柳原）
  - 岩手県道172号盛岡鶯宿温泉線（盛岡市上太田字小田屋敷）
  - 岩手県道16号盛岡環状線（盛岡市上太田字岡沼）
  - 岩手県道281号矢巾西安庭線（矢巾町広宮沢第1地割）